# Championnats d'Europe de cyclisme sur piste juniors et espoirs 2002
Navigation
Championnats d'Europe 2001 Championnats d'Europe 2003
Les Championnats d'Europe de cyclisme sur piste juniors et espoirs 2002 se sont déroulés à Büttgen en  Allemagne. La compétition était ouverte aux juniors (17-18 ans) et espoirs (- 23 ans) chez les hommes et les femmes. À noter également la présence de quatre épreuves open, où peuvent concourir les coureurs de plus de 23 ans.

## Résultats

### Juniors
| Épreuves masculines    |                                                                      |                                                                    |                                                                     |
| Kilomètre              | François Pervis                                                      | Michael Seidenbecher                                               | Mickaël Murat                                                       |
| Vitesse individuelle   | Michael Seidenbecher                                                 | François Pervis                                                    | Mickaël Murat                                                       |
| Vitesse par équipes    | Allemagne Michael Spiess Michael Seidenbecher Robert Eichfeld        | France Kévin Corroleur Mickaël Murat François Pervis               | Tchéquie Filip Ditzel Jaroslav Flendr Daniel Lebl                   |
| Poursuite individuelle | Nikolai Trussov                                                      | Mikhail Ignatiev                                                   | Vitaliy Kondrut                                                     |
| Poursuite par équipes  | Ukraine Andriy Buchko Vadym Matsko Vitaliy Kondrut Dmytro Grabovskyy | Allemagne Andreas Welsch Florian Piper Christian Kux Robert Kriegs | Russie Mikhail Ignatiev Nikolai Trussov Maksym Averin Anton Mindlin |
| Course aux points      | Mikhail Ignatiev                                                     | Sebastian Frey                                                     | Gideon de Jong                                                      |
| Épreuves féminines     |                                                                      |                                                                    |                                                                     |
| 500 mètres             | Elisa Frisoni                                                        | Jennifer Strohschneider                                            | Sofiya Pryshchepa                                                   |
| Vitesse individuelle   | Elisa Frisoni                                                        | Sofiya Pryshchepa                                                  | Ekaterina Merzlikina                                                |
| Poursuite individuelle | Sofiya Pryshchepa                                                    | Suzanne de Goede                                                   | Julia Kurzke                                                        |
| Course aux points      | Eleonora Soldo                                                       | Ekaterina Merzlikina                                               | Kyriaki Konstantinidou                                              |

### Espoirs
| Épreuves masculines    |                                                                             |                                                                           |                                                                       |
| Kilomètre              | Mathieu Mandard                                                             | Theo Bos                                                                  | Teun Mulder                                                           |
| Keirin                 | Theo Bos                                                                    | Vladimir Kiriltsev                                                        | Łukasz Kwiatkowski                                                    |
| Vitesse individuelle   | Łukasz Kwiatkowski                                                          | Theo Bos                                                                  | Teun Mulder                                                           |
| Poursuite individuelle | Volodymyr Dyudya                                                            | Roman Kononenko                                                           | Kieran Page                                                           |
| Poursuite par équipes  | Ukraine Volodymyr Zagorodny Vitaliy Popkov Roman Kononenko Volodymyr Dyudya | France Vincent Socquin Christophe Riblon Nicolas Rousseau Aurélien Mingot | Allemagne Leif Lampater Marc Altmann Christian Müller Daniel Schlegel |
| Américaine             | France Saïd Haddou Laurent D'Olivier                                        | Allemagne Stefan Löffler Christoph Meschenmoser                           | Belgique Iljo Keisse Wouter Van Mechelen                              |
| Course aux points      | Jure Zrimšek                                                                | Ioánnis Tamourídis                                                        | Nicolas Rousseau                                                      |
| Scratch                | Jos Pronk                                                                   | Alexey Shmidt                                                             | Rafał Ratajczyk                                                       |
| Épreuves féminines     |                                                                             |                                                                           |                                                                       |
| 500 mètres             | Tamilla Abassova                                                            | Céline Nivert                                                             | Yvonne Hijgenaar                                                      |
| Vitesse individuelle   | Tamilla Abassova                                                            | Céline Nivert                                                             | Clara Sanchez                                                         |
| Poursuite individuelle | Vera Carrara                                                                | Vera Koedooder                                                            | Negringa Raudonite                                                    |
| Course aux points      | Vera Koedooder                                                              | Giorgia Bronzini                                                          | Yulia Aroustamova                                                     |
| Scratch                | Mathilde Doutreluingne                                                      | Lisa Gatto                                                                | Vera Koedooder                                                        |

### Open
| Épreuves masculines |                                                          |                                                              |                                                |
| Vitesse par équipes | Allemagne Carsten Bergemann Matthias John Sören Lausberg | Pologne Grzegorz Krejner Łukasz Kwiatkowski Damian Zieliński | Tchéquie Pavel Buráň Arnost Drcmanek Ivan Vrba |
| Omnium              | Franco Marvulli                                          | Alexander Aeschbach                                          | Roland Garber                                  |
| Omnium sprint       | Ainārs Ķiksis                                            | Pavel Buráň                                                  | Viesturs Berzin                                |
| Épreuves féminines  |                                                          |                                                              |                                                |
| Omnium              | Olga Slyusareva                                          | Svetlana Ivakhonenkova                                       | Natalia Karimova                               |

## Tableau des médailles
| Rang  | Nation          | Or | Argent | Bronze | Total |
| ----- | --------------- | -- | ------ | ------ | ----- |
| 1     | Russie          | 5  | 6      | 4      | 15    |
| 2     | France          | 4  | 5      | 4      | 13    |
| 3     | Italie          | 4  | 2      | 0      | 6     |
| 4     | Ukraine         | 4  | 1      | 2      | 7     |
| 5     | Allemagne       | 3  | 5      | 2      | 10    |
| 6     | Pays-Bas        | 3  | 4      | 5      | 12    |
| 7     | Pologne         | 1  | 1      | 2      | 4     |
| 8     | Suisse          | 1  | 1      | 0      | 2     |
| 9     | Lettonie        | 1  | 0      | 1      | 2     |
| 10    | Slovénie        | 1  | 0      | 0      | 1     |
| 11    | Tchéquie        | 0  | 1      | 2      | 3     |
| 12    | Grèce           | 0  | 1      | 1      | 2     |
| 13    | Autriche        | 0  | 0      | 1      | 1     |
| -     | Belgique        | 0  | 0      | 1      | 1     |
| -     | Grande-Bretagne | 0  | 0      | 1      | 1     |
| -     | Lituanie        | 0  | 0      | 1      | 1     |
| Total | Total           | 27 | 27     | 27     | 81    |